# 1er octobre 1949
Le samedi 1er octobre 1949 est le 274e jour de l'année 1949.

## Naissances
- André Rieu, arrangeur, violoniste, chef d'orchestre et hommes d'affaires néerlandais
- Annie Mollard-Desfour, linguiste, lexicographe, sémiologue française
- David Isaacs, scénariste américain
- Evgeni Koroliov, pianiste russe
- Francis Haget, joueur français de rugby à XV
- Frank Hughes, joueur canadien de hockey sur glace
- Giulio Santagata, politicien italien
- Guillermo Pallomali, comptable chilien, connu pour son rôle dans le scandale du financement de la campagne présidentielle de 1994 en Colombie
- Jacky Pop (mort le 12 novembre 2007), écrivain français
- Jean-Claude Skrela, joueur français de rugby à XV
- Jean-Paul Tapie, écrivain français
- Jon Ferguson, entraîneur de basketball et écrivain américain
- Lionel Duroy, journaliste et écrivain français
- Martti Häikiö, historien finnois
- Nebojša Radmanović, homme d'État serbe bosnien
- Patrice Delbourg, poète français
- Penelope Plummer, mannequin australienne
- Philippe Frémeaux, économiste, chroniqueur et écrivain français
- Sacha Ketoff (mort le 8 avril 2014), artiste peintre et designer franco-italien
- Salomon Malka, journaliste français
- Takao Horiuchi, musicien japonais
- Trevor Coker (mort le 23 août 1981), rameur d'aviron néo-zélandais

## Décès
- Buddy Clark (né le 26 juillet 1912), chanteur de variétés et acteur
- Hendrik Cornelis Siebers (né le 6 janvier 1890), ornithologue néerlandais
- Henri Vanderpol (né le 2 octobre 1917), aviateur français
- Hercule Poirot (né date inconnue), détective belge des romans d'Agatha Christie
- Nicétas Budka (né le 7 juin 1877), évêque de l'Église gréco-catholique ukrainienne
- Oswald Garrison Villard (né le 13 mars 1872), journaliste américain
- Paul Boyer (né le 11 mars 1864), spécialiste français de langues slaves, traducteur de Tolstoï

## Événements
- Mao Zedong proclame à Pékin la république populaire de Chine[1], alors que Tchang Kaï-chek s'enfuit dans l'île de Formose (à Taiwan). Mao devient le premier président de la république populaire de Chine. Chou En-Lai est nommé Premier ministre.

- Création du bagad Kemper
- Création de la fédération allemande de handball
- Création de l'Armée de l'air de la république de Corée

- Création de la Walt Disney Music Company